# Guanda
Guanda est une maison d'édition italienne nommée d'après Ugo Guandalini (1905-1971). Guanda est dès le début spécialisée en poésie et en littérature contemporaine.

## Histoire
L'intellectuel Ugo Guandalini fonde Guanda à Modène avec son ami Antonio Delfini en 1932. Sur la suggestion du peintre Carlo Mattioli, Guandalini adopte comme symbole de la maison le phénix.
En 1936, Ugo Guandalini transfère le siège à Parme.
Après la mort du fondateur survenue en 1971, la maison d'édition vit des moments difficiles. Dans les années 1980, la situation se retourne : la marque est reprise par la société Longanesi et le siège transféré à Milan.
Depuis 1986, la maison est dirigée par Luigi Brioschi. 
En 2005, Guanda est intégrée au groupe Mauri Spagnol (GeMS) en même temps que Corbaccio, Garzanti, Longanesi, Editrice Nord, Ponte alle Grazie, Adriano Salani Editore, TEA.

## Catalogue
Parmi les auteurs publiés, on trouve Charles Bukowski, Dario Fo, Luis Sepúlveda, Gonçalo M. Tavares, Arundhati Roy, Roddy Doyle, Ernst Jünger, Irvine Welsh, Nick Hornby, Javier Cercas, Ian Fleming, Jonathan Safran Foer et Jacques Prévert.

### Source
- (it) Cet article est partiellement ou en totalité issu de l’article de Wikipédia en italien intitulé « Guanda » (voir la liste des auteurs).